# 日本CLT技術研究所
日本CLT技術研究所（にっぽんCLTぎじゅつけんきゅうじょ）は、岡山県岡山市北区に本社を置くライフデザイン・カバヤ株式会社の社内団体である。
コーポレートメッセージは「木でつくる建物の未来」。

## 概要
2018年（平成30年）4月に発足。
鉄筋コンクリート造並みの耐震性を可能にした次世代建材「CLT（直交集成板）」の活用方法を技術提供する、FC本部（フランチャイズネットワーク）である。
地方創生・林業の再生・循環型社会の構築をうたっている。2018年（平成30年）10月より加盟店募集を開始。

## 事業所
- 岡山オフィス
- 東京オフィス